# Béat Jacques II de La Tour-Châtillon de Zurlauben
Pour les articles homonymes, voir Zurlauben.
Béat Jacques II de La Tour-Châtillon de Zurlauben, fils de Béat Jacques Ier de la Tour-Châtillon de Zurlauben, ayant levé, en 1689, une compagnie, participa aux sièges de Perpignan et de Gérone. Il quitta, en 1692, le service de France, et revint à Zoug pour y remplir les charges de l'administration. En 1706, il renouvela l'alliance avec Philippe V, roi d'Espagne, à qui il avait rendu des services signalés, et en 1715, avec Louis XV, lors de l'avènement de ce prince au trône. Il mourut à Zoug le 4 janvier 1717.

## Source
« Béat Jacques II de La Tour-Châtillon de Zurlauben », dans Louis-Gabriel Michaud, Biographie universelle ancienne et moderne : histoire par ordre alphabétique de la vie publique et privée de tous les hommes avec la collaboration de plus de 300 savants et littérateurs français ou étrangers, 2e édition, 1843-1865 [détail de l’édition]
- Kurt-Werner Meier, Die Zurlaubiana. Aarau 1981.
- Urs Amacher, Kurt-Werner Meier, Josef Schenker, Rainer Stöckli, Zurlaubiana AH = Sammlung Zurlauben: Regesten und Register zu den Acta Helvetica ... Zur-Laubiani. Aarau 1976ff.